# Brauerei Kesselring
Die Brauerei Kesselring GmbH & Co. KG ist eine mittelständische Brauerei und stellt Bier und andere Getränke her. Das Unternehmen liegt in der Stadt Marktsteft im unterfränkischen Landkreis Kitzingen in Bayern und wird seit 1688 kontinuierlich betrieben.

## Geschichte

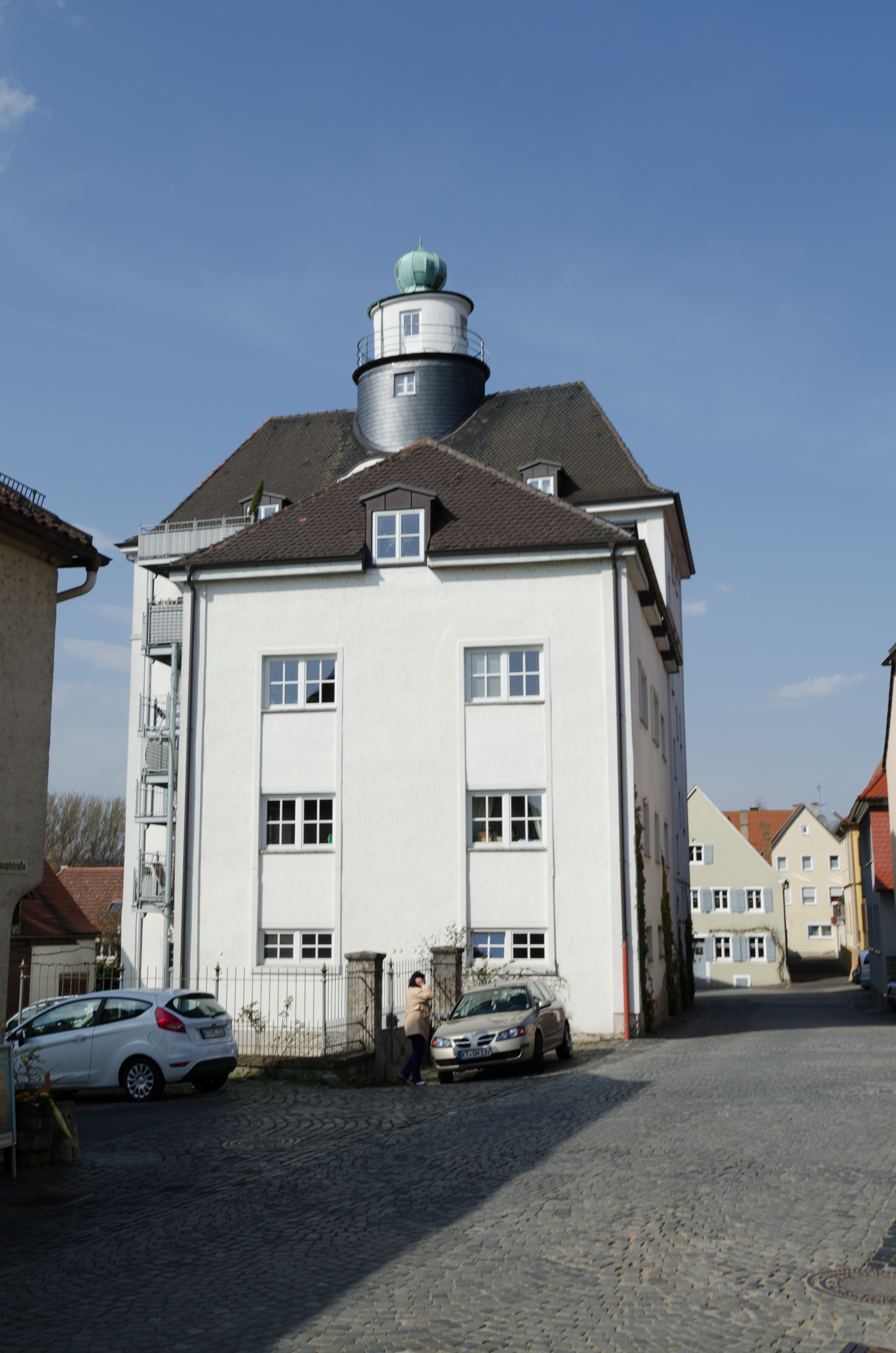
Ehemalige Brauereigebäude von 1906/1907 und 1934 im Ortskern von Marktsteft

Die Brauerei geht auf die zweite Hälfte des 17. Jahrhunderts zurück als nach dem Dreißigjährigen Krieg und dem mit ihm verbundenen Niedergang des Weinbaus in Franken eine von der Obrigkeit gestützte Gründungswelle von Dorfbrauereien einsetzte. Im zur Markgrafschaft Brandenburg-Ansbach gehörigen Dorf Marktsteft trieb insbesondere die Familie Keerl die Etablierung einer eigenen Braustätte voran. Sebastian Keerl war 1688 der erste, der in der Gastwirtschaft „Zu den drei Güldenen Kronen“ in der heutigen Hauptstraße 14 a im Ortszentrum von Marktsteft Bier ausschenkte. Die Erzeugnisse wurden vor allem für den Bedarf des Gasthauses gebraut.
Das Braurecht blieb bis in die Mitte des 19. Jahrhunderts unter wechselnden Wirten an den Gasthof gebunden. Erst mit der Übernahme der Brauerei durch Johann Konrad Kesselring im Jahr 1856 änderte sich dies. Kesselring vergrößerte die Brauereianlagen und lieferte nun erstmals auch außerhalb Marktstefts. In der Folge vermarktete man das Bier nun unter dem Namen „Kesselring“. Die Expansion des Betriebs wurde vom Sohn Eduard Kesselring weiter vorangetrieben. Er ließ das Stammhaus neu errichten. Ihm folgte im Jahr 1914 der Sohn Adolf Kesselring nach, der 1943 als Offizier der Reserve im Zweiten Weltkrieg fiel. 
Drei Jahre lang übernahm die Witwe Gertrud Kesselring den Brauereibetrieb. Im Jahr 1946 stieg die Familie der Tochter, die inzwischen den Namen Himmel angenommen hatte, in den Betrieb ein. Obwohl nun die Familie Himmel den Betrieb führte, blieb der Name Kesselring für die Brauerei erhalten. Im Jahr 1974 folgte auf Kurt Himmel sein Sohn Eckhard Himmel. Himmel hatte an der Fachhochschule Weihenstephan Brauwesen studiert. Er ließ die Anlagen der Brauerei neu errichten. Seit 2009 leitet dessen Sohn Peter-Michael Himmel, ein gelernter Betriebswirtschafter, die Brauerei.

## Sorten
Die Brauerei Kesselring vermarktet eine Vielzahl an unterschiedlichen Bieren. Neben den Biersorten Pilsner und Weißbier spielt das Landbier im Sortiment eine große Rolle. Kesselring bietet darüber hinaus mehrere alkoholfreie und nur saisonal vertriebene Biersorten an. Daneben wird eine spezielle Abfüllung unter dem Namen „Steini2 – Das geniale Bier“ vermarktet. Die Brauerei bietet außerdem als Franchisenehmerin eine Limonadenproduktlinie an, die den Namen „Frucade – Die Heimatlimonade“ trägt. 
Die Brauerei besaß 2009 einen Ausstoß von jährlich 60.000 Hektolitern Bier. Dazu kamen 40.000 Hektoliter an alkoholfreien Getränken. Etwa 30 Personen arbeiteten für die Brauerei Kesselring. Der Betrieb belieferte über 100 Gaststätten und den Getränkehandel insbesondere in Unter- und Mittelfranken.
| Urfränkisches Landbier              | 5,3 % |
| Urfränkisches Landbier Hell         | 5,0 % |
| Urfränkisches Landbier Natur-Radler | 2,5 % |
| Schlemmer Weißbier                  | 5,3 % |
| Schlemmer Schwarze                  | 5,3 % |

| Fastenbier | 7,4 % |
| Winterbier | 5,5 % |